# Scotophilus tandrefana
Scotophilus tandrefana is een vleermuis uit het geslacht Scotophilus die voorkomt in het westen van Madagaskar, beneden 100 m hoogte. Er zijn twee exemplaren bekend, die deel uitmaakten van een serie van vier die eerder als S. borbonicus werd geïdentificeerd. Een ander exemplaar werd eerst als S. tandrefana geïdentificeerd, maar dat bleek later een S. marovaza te zijn. Een vierde exemplaar is mogelijk wel een S. borbonicus.
S. tandrefana is een kleine Scotophilus-soort (voorarm 44 tot 47 mm). De bek is vrij kort. De donkerbruine rugvacht is lang en zacht, maar de buikvacht is lichter, korter en fijner. De vleugels en het uropatagium (de vlieghuid tussen de achterbenen) zijn donker. Het dier heeft van boven één en van onder drie snijtanden, zowel boven als onder één hoektand, boven één en onder twee valse kiezen, en boven en onder drie kiezen in elke kaakhelft. De kop-romplengte bedraagt 65 mm, de staartlengte 43 tot 46 mm, de achtervoetlengte 7 tot 7,5 mm, de traguslengte 7 mm, de oorlengte 13 mm, de voorarmlengte 44 tot 52 mm en de tibialengte 17.3 tot 18.9 mm. Het holotype weegt 14,2 gram.